# سائل مظلم
في علم الفلك وعلم الكونيات، السائل المظلم هو نظرية بديلة لكل من المادة المظلمة والطاقة المظلمة ويحاول شرح كلتا الظاهرتين في إطار واحد.
يقترح السائل المظلم أن المادة المظلمة والطاقة المظلمة ليست ظواهر فيزيائية منفصلة كما كان يعتقد سابقًا، وليس لها أصول منفصلة، ولكنها مرتبطة ببعضها البعض بقوة ويمكن اعتبارها وجهين لسائل واحد. في المقاييس المجرية، يتصرف السائل الداكن مثل المادة المظلمة، وفي المقاييس الأكبر يصبح سلوكه مشابهًا للطاقة المظلمة. ملاحظاتنا داخل مقاييس الأرض والنظام الشمسي لا تكفي حاليًا لشرح الآثار الجاذبية الملاحظة في هذه المقاييس الكبيرة. تبين أن السائل المظلم البسيط ذو الكتلة السالبة له الخصائص المطلوبة لشرح كل من المادة المظلمة والطاقة المظلمة.

## نظرة عامة
نشأ لغزان رئيسيان في الفيزياء الفلكية وعلم الكونيات في الآونة الأخيرة، وكلاهما يتعامل مع قوانين الجاذبية. الأول هو إدراك أنه لا يوجد ما يكفي من النجوم المرئية أو الغازات داخل المجرات لتفسير ارتفاع معدل دورانها. تم إنشاء نظرية المادة المظلمة لشرح هذه الظاهرة. هي نظرية أن المجرات تدور بسرعتها هذه لأن هنالك المزيد من المادة في تلك المجرات (بما في ذلك مجرتنا درب التبانة) مما يمكن رؤيته من خلال حساب كتلة النجوم والغاز وحدها، وأن هذه المسألة غير المرئية (المظلمة) هي غير مرئية لأنها لا تتفاعل مع القوة الكهرومغناطيسية التي تأتي منها جميع أشكال الضوء.
جاء اللغز الثاني من ملاحظات نوع معين جدًا من المستعرات العظمى، والمعروفة باسم المستعرات العظمى من النوع Ia التي تستخدم كشمعة قياسية: عندما تمت مقارنتها في المجرات البعيدة مع المجرات القريبة، وُجد أن المستعرات البعيدة كانت خافتة، وبالتالي أبعد من ما كان متوقعًا. هذا يعني أن الكون لم يكن يتوسع فحسب، ولكن توسعه يتسارع. تم إنشاء نظرية الطاقة المظلمة لشرح هذه الظاهرة.
يفترض النهج التقليدي لنمذجة آثار الجاذبية أن النسبية العامة صالحة في المقاييس الكونية كما هي في النظام الشمسي، حيث تم اختبار تنبؤاتها بدقة أكثر. ومع ذلك، لا يعني تغيير قواعد الجاذبية وجود المادة المظلمة والطاقة المظلمة في أجزاء من الكون، حيث يكون منحنى الزمكان المنخفض أقل بكثير من ذلك الموجود في النظام الشمسي. من الممكن ظاهريًا تغيير معادلات الجاذبية في مناطق انحناء الزمكان المنخفض بحيث تؤدي ديناميات الزمكان إلى ما ننسبه لوجود المادة المظلمة والطاقة المظلمة. تفترض نظرية السوائل المظلمة أن السائل المظلم هو نوع معين من السوائل التي تعتمد سلوكياتها الجذابة والمنفرة على كثافة الطاقة المحلية. في هذه النظرية، يتصرف السائل المظلم مثل المادة المظلمة في مناطق الفضاء التي تكون فيها كثافة الباريون عالية. الفكرة هي أنه عندما يكون السائل المظلم متواجدًا مع المادة المظلمة، فإنه يبطئ ويتخثر حولها؛ هذا يجذب المزيد من السوائل المظلمة للتخثر حولها، وبالتالي تضخيم قوة الجاذبية بالقرب منه. التأثير موجود دائمًا، لكنه يصبح ملحوظًا فقط في وجود كتلة كبيرة جدًا مثل المجرة. يشبه هذا الوصف نظريات المادة المظلمة، وحالة خاصة من معادلات السائل الداكن تنتج مادة مظلمة.
من ناحية أخرى، في الأماكن التي توجد فيها كمية قليلة نسبيًا، كما هو الحال في الفراغات بين التجمعات المجرية، تتوقع هذه النظرية أن السائل المظلم يتحرر ويكتسب ضغطًا سلبيًا. وبالتالي يصبح السائل المظلم قوة طاردة، مع تأثير مماثل لتأثير الطاقة المظلمة.
يتخطى السائل المظلم المادة المظلمة والطاقة المظلمة من حيث أنه يتنبأ بمجموعة مستمرة من الصفات الجذابة والمنفرة في حالات كثافة المواد المختلفة. في الواقع، تتكاثر السوائل المظلمة في حالات خاصة بمختلف نظريات الجاذبية الأخرى، على سبيل المثال التضخم، الجوهر (أحد اشكال الطاقة المظلمة الأفتراضية) ،جاذبية (R)f،نظرية أيثر أينشتاين، موند، نظرية مُوَتِّر-شعاعي-سلميTeVeS ، BSTV ، إلخ. تقترح نظرية السوائل المظلمة نماذج جديدة، مثل نموذج (K + R) fالذي يقترح تصحيحات مثيرة للاهتمام إلى موند التي تعتمد على التحول للأحمر والكثافة.

## تبسيط الإفتراضات
لا يتم التعامل مع نظرية السوائل المظلمة كنموذج قياسي لميكانيكا الموائع، لأن العديد من معادلات ميكانيكا الموائع يصعب حلها تمامًا. سيكون النهج الميكانيكي للسوائل، مثل نموذج غاز تشابليجن المعمم، طريقة مثالية لنمذجة هذه النظرية، لكنه يتطلب حاليًا عددًا كبيرًا من نقاط البيانات الرصدية لتكون مجدية من الناحية الحسابية، ولا تتوفر نقاط بيانات كافية لعلماء الكونيات بعد. تم إجراء خطوة تبسيط من خلال نمذجة النظرية عن طريق نماذج الحقول العددية بدلاً من ذلك، كما هو الحال في المناهج البديلة الأخرى للطاقة المظلمة والمادة المظلمة.